# التلفزيون الجزائري
التلفزيون الجزائري أو الأرضية هي قناة تلفزية جزائرية حكومية مشفرة مجانًا، تابعة للمؤسسة العمومية للتلفزيون، وقد أُنشئت عام 1956 خلال فترة الاستعمار الفرنسي في الجزائر. تُعد هذه القناة واحدة من أهم القنوات التلفزيونية في البلاد، حيث تعرض برامج ترفيهية متنوعة بالإضافة إلى العديد من المسلسلات والأفلام الجزائرية، وكذلك الأحداث الرياضية والأخبار المحلية.
يقع مقر القناة الرئيسي حاليًا في الجزائر العاصمة، وتحديدًا في بلدية المرادية. منذ تأسيسها، اعتمدت القناة على التغطية عن طريق البث الأرضي حتى عام 2010، عندما بدأت أيضًا في البث بتقنية التلفزيون الفضائي عبر قمر نايلسات. كما أصبحت تبث على مختلف الأقمار الاصطناعية مثل قمر SES.

## تاريخ
التلفزيون الجزائري هو أول قناة تابعة للمؤسسة العمومية للتلفزيون، أُنشئت في ديسمبر 1956 خلال الفترة الاستعمارية تحت اسم RTF Télévision Alger، من قِبل الإذاعة والتلفزيون الفرنسي (RTF). بعد إعلان الجزائر استقلالها عن فرنسا في 5 يوليو 1962، اتخذت الدولة التدابير اللازمة لاستعادة مبنى الإذاعة والتلفزيون، ليتحول المبنى من الإذاعة والتلفزيون الفرنسي إلى الإذاعة والتلفزيون الجزائري. ونتيجة لذلك، تغير الاسم من RTF Télévision Alger إلى الإذاعة والتلفزيون الجزائري (RTA).
بعد إعادة هيكلة الإذاعة والتلفزيون الجزائري، تم تقسيم "الأر تي أ" (RTA) إلى أربع مؤسسات رئيسية وهي.
- المؤسسة الوطنية للتلفزيون.
- المؤسسة الوطنية للإذاعة.
- المؤسسة الوطنية للبث الإذاعي والتلفزي.
- المؤسسة الوطنية لإنتاج السمعي البصري.

وبهذا أصبح الاسم الرسمي للقناة الرئيسية للمؤسسة الوطنية للتلفزيون هو التلفزيون الجزائري.
شهدت المؤسسة منذ إنشائها عدة تطورات مهمة، لكن أبرزها كان في 24 أبريل 1991، بموجب القانون 91/100، حيث تم تحويل المؤسسة الوطنية للتلفزيون إلى مؤسسة عمومية ذات طابع تجاري تُدار من قبل مجلس إدارة وتخضع لمواصفات دفتر المهام الذي يحدد واجباتها.

## أسماء القناة
- R.T.F. Télévision Alger (من 1956 إلى 1962)
- الإذاعة والتلفزيون الجزائري (من 1962 إلى 1986)
- التلفزيون الجزائري (من 1986 -)

## التغطية
يضمن التلفزيون الجزائري التغطية الشاملة عبر كامل التراب الوطني من خلال القناة الأولى أو الأرضية، وذلك بهدف تحقيق أهدافه الاجتماعية والثقافية لكافة شرائح المجتمع الجزائري. تتركز اهتمامات التلفزيون الجزائري كقناة عمومية على تقديم برامج متنوعة ذات بعد وطني في المقام الأول، بالإضافة إلى متابعة المجتمع الدولي وقضاياه الراهنة، حيث تحرص المؤسسة على تقديم هذه المحتويات للجمهور الجزائري بشفافية كاملة.
كما يعمل التلفزيون الجزائري على مواكبة التقنيات الجديدة وتكنولوجيات الإعلام والاتصال من خلال توسيع حركية الرقمنة داخل المؤسسة والتركيز على استخدام أجهزة متطورة. وتدير المؤسسة العمومية للتلفزيون الجزائري اليوم 19 مديرية لضمان سير عملها بكفاءة.

### البث الأرضي
يبث التلفزيون الجزائري من خلال قناته الأرضية عبر كامل تراب الوطن بالبث التماثلي، بينما انطلق البث بتقنية البث الأرضي الرقمي TNT منذ 2011 والتي تغطي بعض المناطق من الوطن كمرحلة أولى لتعمم مستقبلا.
- محطة تسالة(ولاية سيدي بلعباس، قناة 43) لتغطية منطقة الغرب الجزائري.
- محطات: أكفادو (ولاية بجاية، قناة 33)، شريعة (ولاية البليدة، قناة 43)، برج البحري (ولاية الجزائر، قناة 41)، بوزريعة(ولاية الجزائر، قناة 24) لتغطية منطقة الوسط.
- الكاف لحكل (ولاية قسنطينة، قناة 28) لتغطية منطقة الشرق الجزائري.

### البث الفضائي
تبث القناة الجزائرية الأولى أو القناة الأرضية على:
- ألكوم سات-1 °24.8 غرباً 12160 أفقي 30000
- ألكوم سات-1 °24.8 غرباً 12240 أفقي 30000
- نايل سات °7.3 غرباً 11680 أفقي 27500
- الياه سات °52.5 شرقاً 12054 أفقي 27500
- أس إي أس-4 °22 غرباً 12674 أفقي 20255
- عربسات بدر 6 26° غرباً 11785 عمودي 27500

## أهم المسلسلات
يُعتبر التلفزيون الجزائري أهم مؤسسة للإنتاج الدرامي والبرامجي في الجزائر. ومنذ تأسيسه، حرص على إنتاج العديد من المسلسلات الجزائرية التي لاقت رواجًا واسعًا، بالإضافة إلى عرض مختلف المسلسلات العربية، وخاصةً السورية والمصرية، فضلاً عن المسلسلات المكسيكية والتركية المدبلجة إلى اللغة العربية.
أعطت القناة الأرضية للمؤسسة العمومية للتلفزيون الجزائري اهتمامًا كبيرًا للأطفال، لذا تم تخصيص أوقات لبرامج الأطفال منذ إنشائها، على النحو التالي:

### الفترة الصباحية
مسلسل كرتوني يبث على الساعة السابعة والنصف صباحا يليه مسلسل آخر على الساعة العاشرة بعد برنامج الصبحيات وأخيراً مسلسل كرتوني على الساعة الثانية عشر زوالاً.

### فترة الظهيرة
فيلم كرتوني على الساعة الثالثة ظهرا كل يوم اثنين وخميس.

### الفترة المسائية
آخر موعد للأطفال بآخر مسلسل كرتوني على الساعة الخامسة والنصف مساءا.

## أهم الأحداث الرياضية
- كأس العالم لكرة القدم
- كأس الجمهورية الجزائرية لكرة القدم
- الألعاب الأولمبية الصيفية

## وصلات خارجية
- الموقع الرسمي للتلفزيون الجزائري باللغتين العربية والفرنسية
- التلفزيون الجزائري على اليوتيوب
- إعادة برامج التلفزيون الجزائري